# Joaquín Prat Carreras
Joaquín Prat Carreras   (Xàtiva, 27 d'abril de 1927 - Madrid, 3 de juny de 1995) va ser un locutor i presentador de ràdio i televisió valencià.
Al llarg dels anys va treballar en més de 20 programes de ràdio a emissores com ara Radio Nacional de España, Cadena SER i la COPE, i va guanyar 2 Premis Ondas i 3 TP d'Or.
Va morir als 66 anys, després de patir un infart de miocardi i romandre dos mesos en coma. Els seus fills Joaquín, Alejandra i Andrea Prat Sandberg també s'han dedicat al món de la televisió.

## Trajectòria professional

### A la ràdio
De jove, inicià estudis de dret però acabà abandonant la carrera i es va posar a treballar d'administratiu. El 1959 va ingressar a Radio Nacional de España (RNE) i més tard va passar a la Cadena SER, on s'estigué fins al 1987, i a la COPE (1987-1990), fins que va tornar a RNE el 1990. Al llarg dels anys, va conduir-hi espais tan emblemàtics com ara Mañanas de Radio Madrid, Ustedes son formidables, Radio Madrid madrugada i Carrusel Deportivo a la Cadena SER, Apúntate 5 i La peña a RNE o Vivir es formidable i Tiempo de Juego a la COPE.

### A la televisió
El 1968 va debutar a la televisió amb el popular concurs Un millón para el mejor, on s'estigué un any fins a ser substituït per José Luis Pécker. Aquell mateix any compartí protagonisme amb Laura Valenzuela com a presentador de l'espai musical Galas del sábado de Fernando García de la Vega, on treballà fins al 1970 i contribuí al gran èxit del programa. Tornà a coincidir amb l'actriu i presentadora espanyola a Cancion 71, un programa similar.
Entre 1988 i 1993 va presentar El precio justo, concurs en què va popularitzar l'exclamació «¡A jugar!», la qual acompanyava amb un característic moviment de braç.
A banda, va presentar molts altres programes, entre ells:
- A la española (1971), programa musical
- Siempre en domingo (1971), amb Manuel Martín Ferrand
- Cambie su suerte (1974), amb José Luis Pécker
- Destino Argentina (1978), concurs sobre el Mundial de Futbol
- Cosas (1980-1981), amb Mònica Randall i Marisa Abad
- Otras cosas (1981-1982), amb Lola Martínez, Mari Ángeles Morales, Elena Escobar i Isabel Bauzá
- Noches de gala (1993-1994), amb Míriam Díaz-Aroca

## Guardons
- 2 Premis Ondas:
  - Nacionals de Televisió (1970), com a millor presentador
  - Nacionals de Ràdio (1989), per Vivir es formidable
- 3 TP d'Or: 
  - Millor presentador (1980), per Cosas
  - Millor presentador (1988), per El precio justo
  - Honorífic a la seva trajectòria professional (1991)